# Cave Junction
Cave Junction es una ciudad ubicada en el condado de Josephine en el estado estadounidense de Oregón. En el año 2000 tenía una población de 1,750 habitantes y una densidad poblacional de 321 personas por km².

## Geografía
Cave Junction se encuentra ubicada en las coordenadas 42°10′0″N 123°38′49″O / 42.16667, -123.64694.

## Demografía
Según la Oficina del Censo en 2000 los ingresos medios por hogar en la localidad eran de $17,161 y los ingresos medios por familia eran $22,500. Los hombres tenían unos ingresos medios de $20,893 frente a los $16,333 para las mujeres. La renta per cápita para la localidad era de $10,556. Alrededor del 28.7% de la población estaban por debajo del umbral de pobreza.